# Притча про загублену драхму

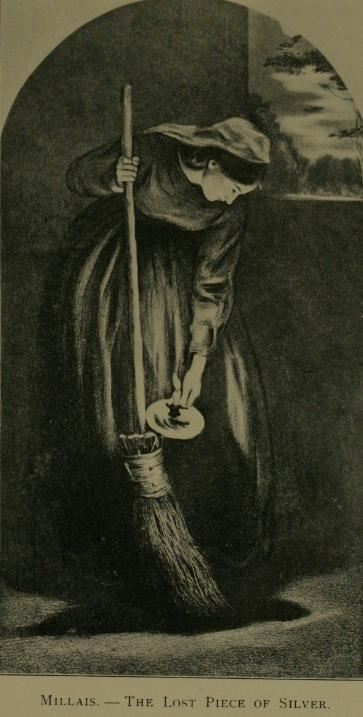
У цій притчі жінка підмітає свій темний будинок у пошуках загубленої монети (гравюра Джона Еверетта Мілле).

Притча про загублену драхму (або Притча про загублену монету) — одна з притч Ісуса Христа. Описується у Євангелії від Луки 15:8-10. У притчі жінка шукає загублену драхму (монету), знаходить її й радіє. 
Належить до частини трилогії про спокуту, яку Ісус розповідає після того, як фарисеї та релігійні лідери звинуватили Його в тому, що він приймає та їсть разом із «грішниками».  Дві інші — це притча про загублену вівцю та притча про блудного сина.

## Розповідь
В однієї жінки було 10 срібних монет. Одну з них вона загубила. Щоб знайти її, вона обшукала весь свій дім. Урешті-решт вона знайшла монету. І дуже зраділа. Вона скликала своїх друзів та сусідів, щоб розповісти їм про це. Вони також дуже зраділи, що вона знайшла загублену монету.
  

Притча в перекладі І.Огієнка: 

Або яка жінка, що має десять драхм, коли згубить драхму одну, не засвічує світла, і не мете хати, і не шукає уважно, аж поки не знайде? А знайшовши, кличе приятельок та сусідок та каже: Радійте зо мною, бо знайшла я загублену драхму! Так само, кажу вам, радість буває в Божих Анголів за одного грішника, який кається. (Луки 15:8-10)

## Пояснення
- Жінка з цієї притчі може символізувати провідників і членів Церкви; загублена монета може символізувати члена Церкви, який не відвідує церкву або більше не виконує заповіді. Для Церкви такі люди наче загубилися. Ісус Христос хоче, щоб члени Церкви розшукали усіх загублених братів чи сестер і допомогли їм повернутися до Нього. Коли це стається, Він дуже радіє.
- Друзі і сусіди у цій притчі символізують Божих ангелів. Ангели дуже радіють, коли людина кається.[2] Знайшовши загублену монету, жінка ділиться своєю радістю з сусідами (офорт Яна Люйкена ).

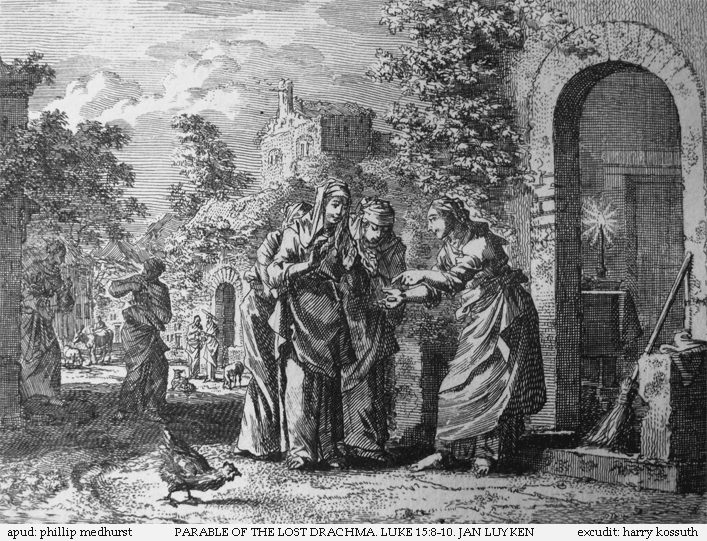
Знайшовши загублену монету, жінка ділиться своєю радістю з сусідами (офорт Яна Люйкена).

Св. Григорій (Проповідь 34) пояснює притчу, пишучи:
“Той, хто позначений пастухом, позначений також жінкою. Бо це Сам Бог — Бог і Божа мудрість. А через те, що на шматку відбитий образ, жінка втратила срібняк, коли чоловік, створений за образом Божим, через гріх відпав від подоби свого Творця. Жінка запалила свічку, бо в людині з'явилася мудрість Божа. Бо свічка — це світло в глиняній посудині, а світло в глиняній посудині — це Божество у плоті, і коли свічка запалилася, вона перекинула (evertit) будинок. Бо як тільки Його божественність засяяла через тіло, усе наше сумління було жахнуте... Тому що зіпсований розум, якщо його спочатку не подолати через страх, не очищається від своїх звичних помилок. Але коли дім перекидається, срібник знаходить, бо коли совість людини турбується, в ній відновлюється подобу Творця. " 

## Історичний контекст
Драхма - грецька срібна монета. Придане жінки зі Сходу складався зазвичай з 10 або 20 драхм. Якщо придане було неповним, то дівчина не могла вийти заміж. Часто вона носила ці монети на шиї на золотому ланцюжку. 

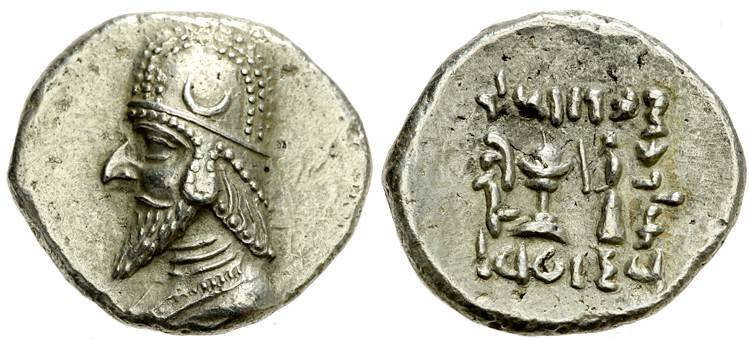
Драхма персидського царя Дарія II, 1 століття нашої ери.

## Зображення
Ця притча була зображена кількома художниками, зокрема Джоном Евереттом Мілле, Яном Люйкеном, Доменіко Фетті та Джеймсом Тіссо .

## Зовнішні посилання
- Біблійне мистецтво на WWW: Загублена монета

Шаблон:Jesus footer